# Isthmura
Isthmura es un género de anfibios caudados de la familia Plethodontidae que se encuentra en México.

## Especies
Se reconocen las 6 especies siguientes según ASW:
- Isthmura bellii (Gray, 1850)
- Isthmura boneti (Álvarez & Martín, 1967)
- Isthmura gigantea (Taylor, 1939)
- Isthmura maxima (Parra-Olea, García-París, Papenfuss & Wake, 2005)
- Isthmura naucampatepetl (Parra-Olea, Papenfuss & Wake, 2001)
- Isthmura sierraoccidentalis (Lowe, Jones & Wright, 1968)